# Hollywood Girl
"Hollywood Girl" is een single van het eerste muziekalbum van de Amerikaanse singer-songwriter Drake Bell, Telegraph. De uitgavedatum was 23 augustus 2005. Het nummer is te horen in de tweede televisiefilm van de televisieserie waar Drake in speelt, Drake & Josh: Really Big Shrimp. Er is geen videoclip gemaakt voor deze single.

## Tracklist
- U.S. promo digital download single 21747-2

1. "Hollywood Girl" – 2:53